# Daniel Cormier
Daniel Cormier (Lafayette, Luisiana; 20 de marzo de 1979) es un artista marcial mixto retirado y comentarista deportivo estadounidense. Fue campeón del Grand Prix de peso pesado de Strikeforce, y campeón de peso semipesado y peso pesado de Ultimate Fighting Championship, dónde es el segundo peleador en la historia de la organización en ostentar títulos en dos categorías de peso simultáneamente y es el primer luchador en tener defensas de título en dos divisiones. Actualmente, Cormier es comentarista en el UFC.

## Carrera en artes marciales mixtas

### Ultimate Fighting Championship
Cormier hizo su debut contra Frank Mir el 20 de abril de 2013 en UFC on Fox 7. Cormier ganó la pelea por decisión unánime. Debido a que Caín Velásquez, compañero de equipo de Cormier, era el actual campeón de peso pesado de UFC, Cormier tiene planteado bajar a la división de peso semipesado del UFC.
Cormier se enfrentó a Roy Nelson el 19 de octubre de 2013 en UFC 166. Cormier ganó la pelea por decisión unánime.

#### Baja al peso semipesado
En su debut en la división semipesada, Cormier se enfrentó a Patrick Cummins el 22 de febrero de 2014 en UFC 170. Cormier ganó la pelea por nocaut técnico en la primera ronda.
Cormier se enfrentó a Dan Henderson el 24 de mayo de 2014 en UFC 173. Cormier ganó la pelea por sumisión técnica en la tercera ronda.
El 3 de enero de 2015, Cormier se enfrentó a Jon Jones por el campeonato de peso semipesado de UFC en UFC 182. Cormier perdió la pelea por decisión unánime, siendo su primera derrota profesional. Tras el evento, ambos peleadores ganaron el premio a la Pelea de la Noche.
El 23 de mayo de 2015, Cormier se enfrentó a Anthony Johnson por el campeonato vacante de peso semipesado en UFC 187. Cormier ganó la pelea por sumisión en la tercera ronda, ganando así el premio a la Actuación de la Noche y coronándose como nuevo campeón.
Cormier se enfrentó a Alexander Gustafsson el 3 de octubre de 2015 en UFC 192. Cormier ganó la pelea por decisión dividida, reteniendo así el campeonato. Tras el evento ambos luchadores recibieron el premio de Pelea de la Noche.
En noviembre de 2015, Cormier declaró que ha firmado un nuevo contrato de ocho peleas con UFC.
Se esperaba una revancha con Jon Jones el 23 de abril de 2016, en el UFC 197. Sin embargo, Cormier se retiró de la pelea el 1 de abril debido a una lesión en el pie y fue sustituido por Ovince Saint Preux. La revancha con Jones fue reprogramada para el 9 de julio de 2016 en UFC 200. El 6 de julio, se anunció que la pelea entre Jones y Cormier estaba fuera debido a una posible violación de dopaje de Jon Jones. Cormier luchó contra el excampeón de Peso Medio de UFC, Anderson Silva, en un combate que el título de Cormier no estaba en juego. Cormier ganó la pelea por decisión unánime.
Se esperaba que tenga lugar una revancha con Anthony Johnson el 10 de diciembre de 2016, en el UFC 206. Pero debido a una lesión de Cormier el combate tuvo que posponerse y tuvo lugar el 8 de abril de 2017 en UFC 210. Cormier derrotó a Johnson por sumisión en la segunda ronda defendiendo su título.
La revancha con Jon Jones se llevó a cabo el 29 de julio de 2017 en el UFC 214 en el Honda Center en Anaheim, California. Jones derrotó a Cormier, recuperando el Campeonato de peso semipesado de UFC por nocaut en la tercera ronda, después de una patada frontal y un aluvión de golpes en el suelo. En la entrevista posterior a la pelea, un lloroso y emotivo Cormier mostró desilusión por la derrota y dijo: "Creo que si gana ambas peleas no hay rivalidad".
El 22 de agosto, se anunció que Jones fue marcado por una potencial violación de dopaje por parte de la USADA proveniente de su muestra de prueba que fue recolectada después del pesaje el 28 de julio. Dio positivo por Turinabol, un esteroide anabólico. Jones recibió una suspensión provisional como resultado de la prueba positiva de drogas y se espera que se le otorgue un proceso completo de adjudicación. El 13 de septiembre, USADA confirmó que la muestra "B" de Jones dio positivo para Turinabol. Como resultado, el CSAC cambió oficialmente el resultado de la pelea a un sin resultado y el Campeonato de peso semipesado de UFC le fue devuelto a Cormier. El 18 de septiembre, Cormier, en una entrevista con TMZ, dijo que está abierto a una tercera pelea con Jon Jones luego de que se cumpla la suspensión a Jones por cuatro años.
Cormier se enfrentó a Volkan Oezdemir el 20 de enero de 2018 en el UFC 220. Ganó la pelea en la segunda ronda después de dominar a Oezdemir durante todo el combate. Con esta victoria, recibió el premio extra a la Actuación de la Noche.

#### Campeón del peso pesado
Daniel Cormier tuvo la oportunidad de regresar al peso pesado y enfrentar a Stipe Miocic por el Campeonato de Peso Pesado de UFC el 7 de julio de 2018 en el UFC 226. Ganando la pelea por nocaut en la primera ronda, convirtiéndose así en uno de los dos peleadores (el otro es Conor McGregor) en tener dos campeonatos de UFC simultáneamente, entrando a las historia como uno de los mejores del deporte. Tras la pelea, recibió el premio a la Actuación de la Noche.  
Después de su victoria, Brock Lesnar salió del público y entró en el octágono para aceptar el desafío del nuevo campeón de peso pesado de UFC.
El 9 de octubre, el UFC anunció oficialmente que Cormier haría la primera defensa de su campeonato de peso pesado contra Derrick Lewis en el UFC 230. Cormier defendió con éxito el cinturón de peso pesado contra Lewis tras una victoria por sumisión en la segunda ronda, convirtiéndose en el primer hombre en someter a Lewis en las AMM. Esto hace que Cormier sea el primer peleador de UFC que gane y defienda tanto los cinturones de peso semipesado como pesado, y el primer peleador de UFC que es campeón en dos categorías y defiende con éxito ambos cinturones. Un día antes de UFC 232, Cormier renunció al título de peso semipesado, y se centró únicamente en defender el título de peso pesado, y dijo: "Prefiero irme de esta manera, a que los libros de historia digan que me despojaron".
Cormier enfrentó a Stipe Miocic en una revancha por el Campeonato de Peso Pesado de UFC el 17 de agosto de 2019, en UFC 241. Cormier fue derrotado en el cuarto round por knockout técnico. La trilogía entre ambos luchadores se cerró en UFC 252 el 15 de agosto de 2020, combate que Cormier perdió por decisión unánime y tras el cual llegó su retiro de las artes marciales mixtas.

## Vida personal
Cormier y su novia, OSU, tuvieron una hija, Kaedyn Imrai Cormier, que murió en un accidente automovilístico el 14 de junio de 2003. Anteriormente también se había casado con una mujer llamada Robin. El 16 de febrero de 2011, él y su novia Salina tuvieron un hijo, Ryan Daniel Cormier 2. El 4 de marzo de 2012, Cormier y la novia tuvieron una hija llamada Marquita. Cormier es buen amigo de Todd Duffee y del excampeón de peso pesado de UFC: Caín Velásquez (de quien es entrenador de lucha libre en la American Kickboxing Academy).

## Campeonatos y logros
| - Ultimate Fighting Championship - Campeón de Peso Pesado de UFC (una vez) - Campeón de Peso Semipesado de UFC (una vez) - Pelea de la Noche (dos veces) - Actuación de la Noche (una vez) - Strikeforce - Campeón del GP de Peso Pesado - King of the Cage - Campeón de Peso Pesado (una vez) - Xtreme MMA - Campeón de Peso Pesado (una vez) - ESPN - Trastorno del Mes (2011) vs. Antônio Silva el 10 de septiembre | - National Collegiate Athletic Association - NCAA División I Subcampeón del Campeonato Nacional Colegial (2001) - NCAA División I All-American (2001) - Big 12 Conference Subcampeón (2000, 2001) - National Junior College Athletic Association - NJCAA Salón de la Fama de la Lucha (2009) - NJCAA Campeonato Junior Nacional Colegial (1998, 1999) - NJCAA All-American (1998, 1999) - National High School Coaches Association - Campeonato Nacional Escolar Senior NHSCA 3º lugar (1997) - All-American Senior NHSCA (1997) - Louisiana High School Athletic Association - LHSAA División I del Campeonato Estatal Escolar (1995, 1996, 1997) - LHSAA División I de todos los estados (1995, 1996, 1997) |

## Récord en artes marciales mixtas
| Récord profesional | Récord profesional | Récord profesional |
| 26 peleas          | 22 victorias       | 3 derrotas         |
| ------------------ | ------------------ | ------------------ |
| Nocaut             | 10                 | 1                  |
| Sumisión           | 5                  | 0                  |
| Decisión           | 7                  | 2                  |
| Sin resultado      | 1                  | 1                  |

| Resultado     | Récord   | Oponente             | Método                              | Evento                                          | Fecha                    | Ronda | Tiempo | Localización                     | Notas |
| ------------- | -------- | -------------------- | ----------------------------------- | ----------------------------------------------- | ------------------------ | ----- | ------ | -------------------------------- | --- |
| Derrota       | 22–3 (1) | Stipe Miocic         | Decisión (unánime)                  | UFC 252                                         | 15 de agosto de 2020     | 5     | 5:00   | Las Vegas, Nevada                | Por el Campeonato de Peso Pesado de UFC. |
| Derrota       | 22–2 (1) | Stipe Miocic         | TKO (golpes)                        | UFC 241                                         | 17 de agosto de 2019     | 4     | 4:09   | Anaheim, California              | Perdió el Campeonato de Peso Pesado de UFC. |
| Victoria      | 22–1 (1) | Derrick Lewis        | Sumisión (rear-naked choke)         | UFC 230                                         | 3 de noviembre de 2018   | 2     | 2:14   | Ciudad de Nueva York, Nueva York | Defendió el Campeonato de Peso Pesado de UFC. |
| Victoria      | 21–1 (1) | Stipe Miocic         | KO (golpes)                         | UFC 226                                         | 7 de julio de 2018       | 1     | 4:33   | Paradise, Nevada                 | Ganó el Campeonato de Peso Pesado de UFC; Actuación de la Noche. |
| Victoria      | 20–1 (1) | Volkan Oezdemir      | TKO (golpes)                        | UFC 220                                         | 20 de enero de 2018      | 2     | 2:00   | Boston, Massachusetts            | Defendió el Campeonato de Peso Semipesado de UFC. |
| Sin resultado | 19–1 (1) | Jon Jones            | Sin resultado                       | UFC 214                                         | 29 de julio de 2017      | 3     | 3:01   | Anaheim, California              | Originalmente, derrota por KO; resultado modificado luego de que Jones diera positivo por esteroides (Turinabol). Además, recuperó el Campeonato de Peso Semipesado de UFC. |
| Victoria      | 19–1     | Anthony Johnson      | Sumisión (rear naked choke)         | UFC 210                                         | 8 de abril de 2017       | 2     | 3:37   | Buffalo, Nueva York              | Defendió el Campeonato de Peso Semipesado de UFC. |
| Victoria      | 18–1     | Anderson Silva       | Decisión (unánime)                  | UFC 200                                         | 9 de julio de 2016       | 3     | 5:00   | Las Vegas, Nevada                | |
| Victoria      | 17–1     | Alexander Gustafsson | Decisión (dividida)                 | UFC 192                                         | 3 de octubre de 2015     | 5     | 5:00   | Houston, Texas                   | Defendió el Campeonato de Peso Semipesado de UFC; Pelea de la Noche. |
| Victoria      | 16–1     | Anthony Johnson      | Sumisión (rear-naked choke)         | UFC 187                                         | 23 de mayo de 2015       | 3     | 2:39   | Las Vegas, Nevada                | Ganó el Campeonato Vacante de Peso Semipesado de UFC; Actuación de la Noche.                                                                                                |
| Derrota       | 15–1     | Jon Jones            | Decisión (unánime)                  | UFC 182                                         | 3 de enero de 2015       | 5     | 5:00   | Las Vegas, Nevada                | Por el Campeonato de Peso Semipesado de UFC; Pelea de la Noche. |
| Victoria      | 15–0     | Dan Henderson        | Sumisión técnica (rear-naked choke) | UFC 173                                         | 24 de mayo de 2014       | 3     | 3:53   | Las Vegas, Nevada                | |
| Victoria      | 14–0     | Patrick Cummins      | TKO (golpes)                        | UFC 170                                         | 22 de febrero de 2014    | 1     | 1:19   | Las Vegas, Nevada                | Debut en peso semipesado. |
| Victoria      | 13–0     | Roy Nelson           | Decisión (unánime)                  | UFC 166                                         | 19 de octubre de 2013    | 3     | 5:00   | Houston, Texas                   | |
| Victoria      | 12–0     | Frank Mir            | Decisión (unánime)                  | UFC on Fox: Henderson vs. Melendez              | 20 de abril de 2013      | 3     | 5:00   | San José, California             | |
| Victoria      | 11–0     | Dion Staring         | TKO (golpes)                        | Strikeforce: Marquardt vs. Saffiedine           | 12 de enero de 2013      | 2     | 4:02   | Oklahoma City, Oklahoma          | |
| Victoria      | 10–0     | Josh Barnett         | Decisión (unánime)                  | Strikeforce: Barnett vs. Cormier                | 19 de mayo de 2012       | 5     | 5:00   | San José, California             | Campeón del GP de Peso Pesado de Strikeforce. |
| Victoria      | 9–0      | Antônio Silva        | KO (golpes)                         | Strikeforce: Barnett vs. Kharitonov             | 10 de septiembre de 2011 | 1     | 3:56   | Cincinnati, Ohio                 | Semifinal del GP de Peso Pesado de Strikeforce. Reemplaza a Overeem por lesión.                                                                                             |
| Victoria      | 8–0      | Jeff Monson          | Decisión (unánime)                  | Strikeforce: Overeem vs. Werdum                 | 18 de junio de 2011      | 3     | 5:00   | Dallas, Texas                    | Pelea reserva del GP de Peso Pesado de Strikeforce. |
| Victoria      | 7–0      | Devin Cole           | Decisión (unánime)                  | Strikeforce Challengers: Woodley vs. Saffiedine | 7 de enero de 2011       | 3     | 5:00   | Nashville, Tennessee             | |
| Victoria      | 6–0      | Soa Palelei          | Sumisión (golpes)                   | XMMA 3                                          | 5 de noviembre de 2010   | 1     | 2:23   | Sídney                           | Defendió el Campeonato de Peso Pesado de XMMA. |
| Victoria      | 5–0      | Jason Riley          | Sumisión (golpes)                   | Strikeforce: Houston                            | 21 de agosto de 2010     | 1     | 1:02   | Houston, Texas                   | |
| Victoria      | 4–0      | Tony Johnson         | Sumisión (rear-naked choke)         | KOTC: Imminent Danger                           | 13 de agosto de 2010     | 1     | 2:27   | Mescalero, Nuevo México          | Ganó el Campeonato de Peso Pesado de KOTC. |
| Victoria      | 3–0      | Lucas Browne         | TKO (golpes)                        | XMMA 2                                          | 31 de julio de 2010      | 1     | 4:35   | Sídney                           | Ganó el Campeonato de Peso Pesado de XMMA. |
| Victoria      | 2–0      | John Devine          | KO (golpe)                          | Strikeforce Challengers: Johnson vs. Mahe       | 26 de marzo de 2010      | 1     | 1:19   | Fresno, California               | |
| Victoria      | 1–0      | Gary Frazier         | TKO (golpes)                        | Strikeforce Challengers: Kennedy vs. Cummings   | 25 de septiembre de 2009 | 2     | 3:39   | Tulsa, Oklahoma                  | |